# Нижний Додот
Нижний Додот (осет. Дæллаг Додот, груз. ქვემო დოდოთი — Квемо-Додоти) — село на западе Цхинвальского района Южной Осетии; согласно юрисдикции Грузии — в Горийском муниципалитете.

## География
Расположено в 6 км к западу от Цхинвала, в 2 км к юго-востоку от села Зар и в 0,5 км к югу от села Верхний Додот.

## Население
Село в 1989 году населено этническими осетинами. В 1987 году — 30 человек.

## Топографические карты
- Лист карты K-38-64 Цхинвали. Масштаб: 1 : 100 000. Состояние местности на 1987 год. Издание 1989 г.